# Mozilla Italia
Mozilla Italia - Associazione Italiana Supporto e Traduzione Mozilla è stata un'associazione senza fini di lucro con finalità di sostegno, di supporto e di promozione dei software sviluppati da Mozilla Foundation. Nata nel 2005, l'associazione è stata formalmente sciolta nell'ottobre del 2017 pur continuando ad operare in maniera informale come gruppo di utenti volontari, quindi sotto il nome di comunità.
Mozilla Italia cura la traduzione in lingua italiana dei software Mozilla e fornisce informazioni aggiornate sul loro sviluppo. Sul sito mozillaitalia.org raccoglie programmi, traduzioni, articoli e guide.
Il gruppo volontario mette anche a disposizione un forum di discussione dedicato al supporto tecnico e al dibattito. Nuovi servizi offerti dalla comunità sono anche i canali e gruppi ufficiali sull'app di messaggistica telegram nei quali è possibile interfacciarsi con i volontari in modo diretto.
I principali software sostenuti da Mozilla Italia comprendono il browser Firefox, il programma per la posta elettronica Thunderbird, la suite integrata di programmi Internet (browser, posta elettronica, newsgroup, editor HTML, chat)  SeaMonkey  e l'estensione Lightning (che fornisce funzioni di calendario e agenda per Thunderbird e SeaMonkey), il sito mozilla.org (traduzione in italiano), il nuovo progetto mozilla common voice, il progetto thimble e molto altro. Il forum di discussione dà spazio anche a Firefox per piattaforma Android e a Firefox OS (il sistema operativo libero per dispositivi mobili, tablet e Smart TV). Sul forum si fornisce supporto anche per i componenti aggiuntivi dei programmi Mozilla e ci si occupa della loro traduzione.
Ulteriore scopo del gruppo è la traduzione della Knowledge Base, il sito di Supporto Mozilla dedicato a Firefox ed agli altri software Mozilla.